# Хувер, Роберт Фрэнсис
Ро́берт Фрэ́нсис Ху́вер (англ. Robert Francis Hoover, 1913—1970) — американский ботаник.

## Биография
Родился 11 августа 1913 года в городе Модесто в Калифорнии. Учился в Стэнфордском университете, в 1932 году окончил его со степенью бакалавра. В 1937 году под руководством профессора Уиллиса Джепсона защитил диссертацию на соискание степени доктора философии в Калифорнийском университете в Беркли.
Хувер преподавал в школе в Вашингтоне, пока не был призван в армию в 1945 году. Служил в Великобритании и Франции. По возвращении в Калифорнию в 1946 году Роберт Фрэнсис Хувер стал преподавателем в Политехническом колледже штата Калифорния в Сан-Луис-Обиспо, работал там до 1969 года. Основал ботанический сад при колледже, а также, в 1947 году, гербарий при нём, к 1969 году вмещавший порядка 10 тысяч образцов. Впоследствии этот гербарий был назван именем Хувера — Robert F. Hoover Herbarium (OBI).
В 1969 году у Хувера был обнаружен колоректальный рак. 18 февраля 1970 года он скончался.

## Некоторые научные публикации
- Hoover, R.F. The vascular plants of San Luis Obispo County. — Berkeley, Cal., 1970. — 350 p. — ISBN 0-520-01663-7.

## Виды, названные в честь Р. Ф. Хувера
- Agrostis hooveri Swallen, 1949
- Arctostaphylos hooveri P.V.Wells, 1961
- Cryptantha hooveri I.M.Johnst., 1937
- Euphorbia hooveri L.C.Wheeler, 1940
- Hugelia hooveri Jeps., 1943 [≡ Eriastrum hooveri (Jeps.) H.Mason, 1945]
- Pleuropogon hooverianus (L.D.Benson) J.T.Howell, 1946
- Tauschia hooveri Mathias & Constance, 1943